# Брушвит, Иван Михайлович
Иван Михайлович Брушвит (5 мая 1879—5 августа 1946) — эсер, член Всероссийского учредительного собрания, министр финансов в правительстве Комуча, с 1922 по 1933 год руководитель пражского Земгора.

## Биография
Родился в семье мелкого почтового служащего крестьянского происхождения Михаэлса Брушвитса (лат. Mihaels Brušvits) и его жены Маргаретты (Греты) в Виндавском уезде Курляндской губернии. Рано потерял отца — младший брат Павел погиб во время наводнения, у отца после этого начало болеть сердце, и он вскоре умер. Окончил Виндавское уездное и реальное училища, оба первым учеником. В это время подрабатывал телеграфистом, занимался репетиторством, материально поддерживал мать и младших братьев. Поступил в Санкт-Петербургский Горный институт Императрицы Екатерины II. Был замечен в том, что во время одной из сходок в чертежной аудитории, разбрасывал антиправительственные листовки, участвовал в демонстрации в поддержку Льва Толстого. Несколько раз был задержан жандармами. Поднадзорный с 1898, эсер. Исключён с 3-го курса с правом восстановления. Болел тифом, вылечившись, выехал во Фрайбург, чтобы продолжить образование, но вынужден был вернуться в Петербург из-за отсутствия средств. Досдал экзамены и был снова восстановлен в Горном институте. В 1916 пошёл добровольцем в армию, прапорщик. В 1917 председатель исполкома губернского Комитета народной власти, гласный Самарской городской думы.
В конце 1917 года избран во Всероссийское учредительное собрание в Самарском избирательном округе по списку № 3 (Партия социалистов-революционеров и Совет крестьянских депутатов). Участвовал в единственном заседания Учредительного Собрания 5 января.
С января 1918 несколько месяцев провел в большевистской тюрьме. В мае 1918 в Пензе присоединился к восставшим чешским легионерам, участвовал в боях, один из организаторов и руководителей Комуча, управлял ведомством финансов. Эмигрировал вместе с чехословацким легионом. Участник совещания членов УС 1921 в Париже. Жил в Чехословакии, создавал Русский заграничный исторический архив в Праге, председатель Пражского Земгора. В 1945 депортирован в СССР, 24 сентября 1945 года Особым совещанием при НКВД по статьям 58-4 и 58-11 УК РСФСР приговорён к 5 годам заключения. Уже в момент ареста был тяжело болен, по воспоминаниям С. Н. Николаева из арестантского вагона во Владимирскую тюрьму товарищи вели его под руки. Он умер через год после осуждения в больнице Владимирского централа.
Реабилитирован в 1992.

## Семья
- Брат — Fricis Mihaels Brušvits (1882—?), судьба неизвестна[1].
- Брат — Александр (Aleksandrs Brušvits, 1892[1]—после июля 1918), представитель Кронштадта на 3-м съезде партии эсеров в Москве, левый эсер, не признал Брестский мир, воевал с немцами в партизанском отряде на территории Латвии, попал в плен и был расстрелян вместе с Каллисом и Паэгли, двумя другими руководителями партизанского движения[3].
- Брат — Павел Георгий (Pauls Georgs Brušvits, 1894[1]—?), погиб в младенчестве во время наводнения[3].
- Первая жена — ? (на 3-м курсе Горного института был женат на женщине на 10 лет старше[3])

## Комментарии
1. ↑  В ряде современных исторических изданий[2] дата рождения — 1878 год без уточнения дня и месяца. Здесь дата рождения приведена на основе записи в Церковной книге[1].